# Trifko Grabež
Trifun "Trifko" Grabež (srbska cirilica: Трифун Трифко Грабеж), srbski atentator, * 28. junij 1895, Pale, Bosna in Hercegovina, Avstro-Ogrska, † 21. oktober 1916, Theresienstadt, Avstro-Ogrska.
Gradež je bil član Mlade Bosne, kjer je sodeloval pri atentatu na avstro-ogrskega prestolonaslednika Franca Ferdinanda. Po aretaciji je bil obsojen na 20 let težke ječe, kjer je leta 1916 umrl zaradi tuberkuloze.